# 李基秀
李基秀（韓語：이기수，1945年—）韓国庆尚南道河东郡出生，高丽大学第17任校长、法学教授。1965年考上了高丽大学法学系。在首尔国立大学研究生院获得了硕士学位，在德国图宾根大学获得了博士学位。在高丽大学担任学生处长、企划处长等主要职位后，在2008年2月被选为高丽大学校长。
作为一个学者，他精通商法、经济法、知识产权法，曾任韓國商社法學會、韓國經營法律學會、韩国版权法协会、韩国法学会教授等职务。